# Pandora (internetradio)

Het logo van Pandora

Pandora is een webradio-dienst die zich aanpast aan de smaak van de luisteraar, opgezet door het Music Genome Project. Aan de hand van de naam van een artiest, band of lied, gaat het systeem op zoek naar muziek die daar op lijkt. De gebruiker kan altijd feedback geven, door bij elk nummer via een knop die muziek goed of af te keuren. Op die manier kun je in theorie je ideale radiostation creëren. Het luisteren is gratis. Door door te klikken naar website als Amazon.com kun je muziek daadwerkelijk aanschaffen. 
De site kende tot mei 2007 zowel veel Europese als Amerikaanse luisteraars. Door licentiebeperkingen werd de dienst sinds mei 2007 uitsluitend nog beschikbaar voor mensen binnen de Verenigde Staten. In andere landen werd het niet langer mogelijk om Pandora te beluisteren. Op basis van het IP-adres van de bezoeker werd de toegang tot de dienst geweigerd.